# Міщенко Гаврило Панасович
Гаврило Панасович Міщенко (5 квітня 1911 —  25 березня 1993) —  український географ.

## Біографія
Г. П. Міщенко народився 5 квітня 1911 року на Єлисаветградщині.
Закінчив Кіровоградський учительський інститут, а у 1938 році – географічний факультет Одеського педагогічного інституту.
В 1941 – 1946 роках перебував у лавах Червоної Армії.
До 1953 року викладав у Кіровоградському педагогічному інституті, Глухівському учительському інституті, Осипенківському учительському інституті.
У 1951 році захистив дисертацію «Фізико-географічна характеристика Кіровоградської області» на здобуття наукового ступеня кандидата географічних наук.
В 1953 – 1956 роках викладав в Одеському державному педагогічному інституті імені К. Д. Ушинського.
В 1961 році присвоєно вчене звання доцента.
До виходу на пенсію працював в Одеському державному університеті імені І. І. Мечникова. У 1960 – 1970 роках був деканом геолого-географічного факультету. В 1970 – 1973 роках завідував кафедрою фізичної географії.
Помер 25 березня 1993 року в Одесі.

## Наукова діяльність
Вивчав природу Кіровоградської області, проводив геоморфологічні дослідження долин річок Інгул та Інгулець. Розробляв питання диференціювання фізико-географічних комплексів, фізико-географічного районування, комплексного картографування, раціонального природокористування. Був почесним членом Географічного товариства України. Автор понад 40 наукових праць.

#### Праці
- Геоморфологія долини верхньої і середньої течії Інгула/ Г. П. Міщенко// Наукові записки Одеського державного педагогічного інституту ім.  К. Д. Ушинського. – 1956. – Т. XIV: Географічний факультет. – С. 107 - 112.
- Кіровоградська область (географічний нарис): навчальний посібник / Г. П Міщенко. –  К.: Радянська школа, 1961. – 136 с.

- Про закономірності територіальної диференціації південно-західної частини України/ Г. П. Міщенко, Т. П. Федорченко// Сучасні проблеми  географічної науки в Українській РСР. – К., 1966. – С. 155 - 159.

- Полезные ископаемые Украинской ССР и их использование: Методические рекомендации в помощь лекторам/Г. А. Мищенко. – Одеса: Знание, 1974. – 24 с.